# Robert de Bonnières
Robert de Wierre de Bonnières (* 7. April 1850 in Paris; † 7. April 1905 ebenda) war ein französischer Schriftsteller.

## Leben
Bonnières war das einzige Kind von Robert de Bonnières de Wierre (1818–1893) und dessen Ehefrau Aglaé François Faure (1826–1893). Seine Schulzeit verbrachte Bonnières auf dem Collège Stanislas in Paris. Anschließend begann er ein Studium, das er aber 1870 unterbrach, um als Freiwilliger in den Krieg zu ziehen. Nach dem Frieden von Frankfurt ließ sich Bonnières wieder in Paris nieder. Dort verdiente es seinen Lebensunterhalt als Journalist und versuchte nebenbei auch als Schriftsteller zu reüssieren. 
Am 24. November 1884 heiratete Bonnières in Paris Caroline Arnaud-Jeanti (1862–1908) und hatte mit ihr zwei Töchter. Die Hochzeitsreise führte das Paar nach und durch Indien. Die Erlebnisse dieser Reise bildeten dann später die Grundlage seines 1886 erschienenen Romans „Le baiser de Maïna“.
Als Journalist schrieb Bonnières u. a. für Zeitungen und Zeitschriften wie Le Figaro, Le Gaulois oder Revue des Deux Mondes. Dabei benützte er oft die Pseudonyme „James“, „Robert Étienne“, oder „Robert“. Durch seine Bekanntschaft mit Paul Bourget, Anatole France José-Maria de Heredia wurde Bonnières' Interesse für die „littérature avant-gardiste“ geweckt und ihm auch der Weg zu den anderen Parnassiens geebnet. Durch seine Mitarbeit an der später berühmt gewordenen Anthologie Le Parnasse contemporain zählt man ihn heute ebenfalls zu dieser literarischen Vereinigung.
Aber auch bildende Künstler, wie Albert Besnard, Edgar Degas oder Pierre-Auguste Renoir zählten zu seinem Bekanntenkreis. Bonnières sammelte nicht nur, sondern unterstützte sie auch durch diesbezügliche Zeitungsartikel. In seiner Wohnung konnte man aber auch bei musikalischen Soiréen zeitgenössische Musik von Gabriel Fauré, Vincent d’Indy u. a. hören.
Robert de Bonnières starb an seinem 55. Geburtstag am 7. April 1905 in seiner Wohnung in Paris.

## Ehrungen
- 1893 Prix Archon-Despérouses für Contes à la reine

## Werke (Auswahl)
als Autor
- Le baiser de Maïna. Adamant Media, London 2001, ISBN 978-0-543-73095-4 (Nachdr. d. Ausg. Paris 1886).
- Contes à la reine. Ollendorf, Paris 1892.
- Jeanne d'Avril. Ollendorf, Paris 1887.
- Lord Hyland. Histoire véritable. Ollendorf, Paris 1895.
- Mémoires d'aujourd'hui. Biblio-Bazar, London 2008, ISBN 978-0-559-37042-7 (Nachdr. d. Ausg. Paris 1883/88)
- Les monach. Ollendorf, Paris 1885.
  - Deutsch: Die Familie Monach. Engelhorn, Stuttgart 1887 (übersetzt von A. Geisel)
- Petit Margemont. Ollendorf, Paris 1890.

als Herausgeber
- Elisabeth Chénier: Lettres grecques. Charavay, Paris 1879.